# Аша
Аша́ —  город в Ашинском районе Челябинской области России. Административный центр Ашинского района и Ашинского городского поселения. Население составляет 27 442 чел. (2023).
Имеет статус города с территориальным районом.
День города празднуется в третью субботу июля. В 1998 году город отпраздновал свое 100-летие со дня основания.
Распоряжением Правительства РФ от 29 июля 2014 года № 1398-р «Об утверждении перечня моногородов» муниципальное образование включено в категорию «Монопрофильные муниципальные образования Российской Федерации (моногорода) с наиболее сложным социально-экономическим положением».

## Этимология
Название имеет два толкования. Одно рассматривает топоним с точки зрения оценки местных природных условий, сближая с тюркским глаголом «аш», «ас», со значением: переходить, переваливать (через горы), то есть река (Аша), пробивающаяся сквозь горы. Другое толкование связывает название реки с башкирским родом «ассы», «ас», «аша», исходит из названия реки в первоисточниках Ассы.

## География
Расположен на крайнем западе Челябинской области, у границы с Республикой Башкортостан, у подножья хребта Каратау, на реке Сим (приток реки Белой), у впадения в неё реки Аши, в 377 км к западу от Челябинска.
Одноимённая железнодорожная станция Куйбышевской железной дороги на историческом ходе Транссиба.

## История
Был основан в 1898 году в связи со строительством Аша-Балашовского чугуноплавильного завода. С 20 июня 1933 года — город, с 1 февраля 1963 года — город областного подчинения.

## Климат
Преобладает умеренный континентальный климат. За год выпадает около 577 мм осадков. Самый тёплый месяц — июль со средней температурой 19,3 °C, самый холодный — январь со средней температурой -13,7 °C.
| Показатель                    | Янв.  | Фев.  | Март  | Апр.  | Май  | Июнь | Июль | Авг. | Сен. | Окт.  | Нояб. | Дек.  | Год   |
| ----------------------------- | ----- | ----- | ----- | ----- | ---- | ---- | ---- | ---- | ---- | ----- | ----- | ----- | ----- |
| Абсолютный максимум, °C       | 5,8   | 9,2   | 14,3  | 30,9  | 36,2 | 38,3 | 38,6 | 38,5 | 33,4 | 26,8  | 14,7  | 5,0   | 38,6  |
| Средний суточный максимум, °C | −9,5  | −7,7  | −0,4  | 11,0  | 20,1 | 24,6 | 25,5 | 22,8 | 16,8 | 7,7   | −1,7  | −6,7  | 8,6   |
| Средняя температура, °C       | −13,7 | −12,6 | −5,8  | 5,2   | 13,1 | 18,0 | 19,3 | 16,5 | 10,9 | 3,6   | −4,8  | −10,4 | 3,4   |
| Средний суточный минимум, °C  | −18,5 | −17,8 | −11,2 | 0,2   | 6,6  | 11,8 | 13,5 | 11,0 | 6,2  | 0,3   | −8,1  | −14,6 | −1,6  |
| Абсолютный минимум, °C        | −48,5 | −43,5 | −34,4 | −29,7 | −9,7 | −1,2 | 1,4  | −0,6 | −6,8 | −25,6 | −35,1 | −45   | −48,5 |
| Норма осадков, мм             | 45    | 37    | 26    | 34    | 37   | 58   | 61   | 60   | 53   | 62    | 53    | 51    | 577   |
| Источник: Погода и климат     |       |       |       |       |      |      |      |      |      |       |       |       |       |

## Население
| \| 1931[7] \| 1939[7] \| 1959[8] \| 1967[7] \| 1970[9] \| 1979[10] \| 1989[11] \| 1992[7] \| 1996[7] \| \| -------- \| -------- \| -------- \| -------- \| -------- \| -------- \| -------- \| -------- \| -------- \| \| 6300 \| ↗23 600 \| ↗36 494 \| ↗37 000 \| ↗37 378 \| ↘36 122 \| ↗38 646 \| ↗39 100 \| ↘37 700 \| \| 1998[7] \| 2002[12] \| 2003[7] \| 2005[7] \| 2006[7] \| 2007[7] \| 2008[13] \| 2009[14] \| 2010[15] \| \| ↘37 400 \| ↘33 926 \| ↘33 900 \| ↘32 700 \| ↘32 300 \| ↘31 900 \| ↗32 255 \| ↘31 476 \| ↗31 881 \| \| 2011[16] \| 2012[17] \| 2013[18] \| 2014[19] \| 2015[20] \| 2016[21] \| 2017[22] \| 2018[23] \| 2019[24] \| \| ↘31 838 \| ↘31 542 \| ↘31 152 \| ↘30 714 \| ↘30 383 \| ↘30 146 \| ↘29 946 \| ↘29 692 \| ↘29 274 \| \| 2020[25] \| 2021[26] \| 2023[2] \| \| \| \| \| \| \| \| ↘29 066 \| ↘27 890 \| ↘27 442 \| \| \| \| \| \| \| 10 000 20 000 30 000 40 000 1970 1998 2007 2012 2017 2023 |         |         |         |         |         |         |         |         |
| 1931 | 1939    | 1959    | 1967    | 1970    | 1979    | 1989    | 1992    | 1996    |
| 6300 | ↗23 600 | ↗36 494 | ↗37 000 | ↗37 378 | ↘36 122 | ↗38 646 | ↗39 100 | ↘37 700 |
| 1998 | 2002    | 2003    | 2005    | 2006    | 2007    | 2008    | 2009    | 2010    |
| ↘37 400 | ↘33 926 | ↘33 900 | ↘32 700 | ↘32 300 | ↘31 900 | ↗32 255 | ↘31 476 | ↗31 881 |
| 2011 | 2012    | 2013    | 2014    | 2015    | 2016    | 2017    | 2018    | 2019    |
| ↘31 838 | ↘31 542 | ↘31 152 | ↘30 714 | ↘30 383 | ↘30 146 | ↘29 946 | ↘29 692 | ↘29 274 |
| 2020 | 2021    | 2023    |         |         |         |         |         |         |
| ↘29 066 | ↘27 890 | ↘27 442 |         |         |         |         |         |         |

На 1 января 2025 года по численности населения город находился на 538-м месте из 1124 городов Российской Федерации.

## Экономика
Градообразующее предприятие: Ашинский металлургический завод. Также расположен светотехнический завод (электроарматуры). Функционирует производство стройматериалов. Лесохимический комбинат обанкрочен и закрыт в 2018 году. Леспромхоз ликвидирован в 2004 году.
До 1990-х годов действовала узкоколейная железная дорога, по которой вывозился лес.
С 2014 года функционирует крафтовая пивоварня Ostrovica.

## Социальная сфера

Липовая Гора осенью

Действуют индустриальный техникум, филиал Южно-Уральского государственного университета (упразднён в 2019 году). Есть музей природы, историко-краеведческий музей и музейно-выставочный центр.
Имеется футбольный клуб «Металлург».

## Средства массовой информации

### Пресса
Издаётся общественно-политическая газета «Стальная искра», основанная 3 октября 1930 года. Тираж газеты в составляет более 3000 экз.
С 2000 года выпускается корпоративное издание Ашинского металлургического завода «Заводская газета», которая приобрела статус городской. Это восьмиполосная, полноцветная газета, распространяемая по подписке на территории Ашинского муниципального района. Тираж издания: 3000 экземпляров.
С 18 апреля 1991 года издается газета для детей и подростков «Пёстрый мир».

## Религия
Православные храмы
- Церковь Казанской иконы Божией Матери
- Церковь Петра и Павла

Мечети
- Мечеть

## Достопримечательности
- Дворец культуры «Металлург». В одном из источников говорится, что Дворец культуры в Аше начали строить рядом с клубом металлургов: «В воскресенье, 14 августа 1949 года, в г. Аша вблизи клуба металлургов началось строительство дворца культуры». Открыли Ашинский дворец культуры 10 декабря 1955 года. Инициатором возведения сооружения стал директор металлургического завода В. М. Аввакумов, заступивший на эту должность в апреле 1948 года. Строили здание с активным привлечением общественности. Автор проекта, по которому строился Дворец культуры в Аше, — член-корреспондент Академии архитектуры СССР Я. А. Корнфельд. А непосредственно привязкой к местности занимался ещё один челябинский архитектор — В. Я. Гофрат. В комплекс Дворца культуры входят: театрально-концертный зал на 500 мест, малый зал на 150 мест, танцевально-дискотечное фойе, кафе, студии для занятий художественной самодеятельностью. Сегодня районный Дворец культуры «Металлург» в городе Аша является одним из ведущих культурных учреждений Челябинской области[32].

- Музей природы. Коллекция музея насчитывает более 800 экспонатов. Среди них чучела животных и птиц, коллекция насекомых, помещённые в специальный раствор рыбы из местных водоёмов. Большую ценность представляют старинные карты и коллекция минералов. Также в музее природы имеется мини-зоопарк[33].

- Музеи Великой Отечественной войны. Музей градообразующего предприятия ПАО «АМЗ» находится в здании музейно-выставочного центра. Экспозиция, посвящённая Великой Отечественной войне, современная, трёхмерная[34].
- Виртуальный музей деревянного зодчества Ашинского района. На сегодняшний день в методический отдел СКО АМР прислано более ста снимков оконных наличников — резных и выполненных без изысков, старинных и современных[35].

### Ашинский район
- Ашинские Красные скалы. Расположены они в нескольких километрах от города, и путь к ним можно начать в Широком доле — одной из рекреационных площадок в окрестностях Аши. Скалы сложены из песчаника, имеющего красноватый оттенок. В различное время дня, в зависимости от угла падения солнечных лучей на горную поверхность и уровня освещённости, скалы то усиливают свою окраску, то приглушают её[36].
- Ашинский пещерный комплекс. Ашинский пещерный комплекс является древним и одним из самых крупных комплексов каскадных пещер Урала и России. Он состоит из 25 пещерных объектов, а длина ходов и гротов составляет 224 метра[37].

- Киселевская пещера. Достопримечательность признана геолого-геоморфологическим памятником природы Челябинской области. Находится пещера на правом берегу реки Сим. В верхней части Киселевского лога, на его восточном склоне. Примерно на высоте 80 метров от Киселевского ручья. Киселевская пещера находится в числе самых протяжённых в Челябинской области. Общая длина её исследованных ходов составляет 1 километр 260 метров. В глубину она спускается до 37 метров[38].

- Шалашовско-Миньярское плато. Уникальный комплекс разнообразных поверхностных и подземных карстовых форм, среди которых пещеры, карстовые провалы, каменные мосты[39].

- Вблизи Аши расположены горнолыжный курорт «Аджигардак», охраняемый природный объект Липовая Гора. В 2012 году в пещере около города впервые на Урале был найден зуб дикобраза, примерный возраст которого оценили в 120 тысяч лет. Ранее считалось, что они здесь никогда не водились[40].

## Известные уроженцы
- Зеленцов, Виктор Владимирович (13 [26] августа 1910 — 20 июля 1978) — советский военный лётчик, Герой Советского Союза (7 апреля 1940), генерал-майор авиации (1949).
- Масленников, Пётр Андреевич (1914 — 25.03.1945) — советский танкист, гвардии старшина, полный кавалер ордена Славы.
- Евгений Николаевич Конопелькин (род. 22 февраля 1969 года) — российский офицер, полковник ГРУ Генерального штаба Вооруженных сил Российской Федерации, Герой Российской Федерации (1998 год).
- Вадим Анатольевич Хамутцких (26 ноября 1969 — 31 декабря 2021) — советский и российский волейболист и тренер. Заслуженный мастер спорта России (1999 год).
- Дмитрий Юрьевич Тюрин (род. 25 августа 1976 года) — российский режиссер кино и дубляжа.
- Омелин Игорь Юрьевич (род. 30 августа 1995 года) — российский спортсмен, мастер спорта России по фристайлу в дисциплине ски-кросс.[источник не указан 56 дней]